# Glandularia sulphurea
Glandularia sulphurea là một loài thực vật có hoa trong họ Cỏ roi ngựa. Loài này được (D.Don) Schnack & Covas mô tả khoa học đầu tiên năm 1944.